# Вунтъайюган
Вунтъайюган (устар. Вунт-Ай-Юган) — река в Ханты-Мансийском АО России. Устье реки находится в 11 км по правому берегу протоки Казыма Айюган. Длина реки составляет 36 км. Приток — Хувьегамайсоим.

## Данные водного реестра
По данным государственного водного реестра России относится к Нижнеобскому бассейновому округу, водохозяйственный участок реки — Обь от впадения Иртыша до впадения реки Северная Сосьва, речной подбассейн реки — бассейны притока Оби от Иртыша до впадения Северной Сосьвы. Речной бассейн реки — (Нижняя) Обь от впадения Иртыша.